# Hohe Brücke (Vals)
Die Hohe Brücke im Schweizer Kanton Graubünden führt über den Valser Rhein auf dem Gebiet der Gemeinde Vals im Valser Tal.

## Konstruktion
Die Doppelbrücke besteht aus einer gemauerten Bogenbrücke von 1879, die die Fahrbahn taleinwärts (Fahrtrichtung Vals) trägt, und einer vorgespannten, mehrfeldrigen Betonbrücke von 1998/99, auf deren Stützen die Gegenfahrbahn (Fahrtrichtung Ilanz) ruht.
Beim Bau der neuen Brücke wurde die historische Bogenbrücke instand gesetzt.

## Nutzung
Die zweispurige Strassenbrücke liegt an der Kantonsstrasse Ilanz – Vals zwischen St. Martin und Vals-Platz. Die signalisierte Höchstgeschwindigkeit ist 80 km/h.
Die Mountainbikeland-Routen «1 Alpine Bike» und «90 Graubünden Bike» führen über die Brücke.